# Цечу

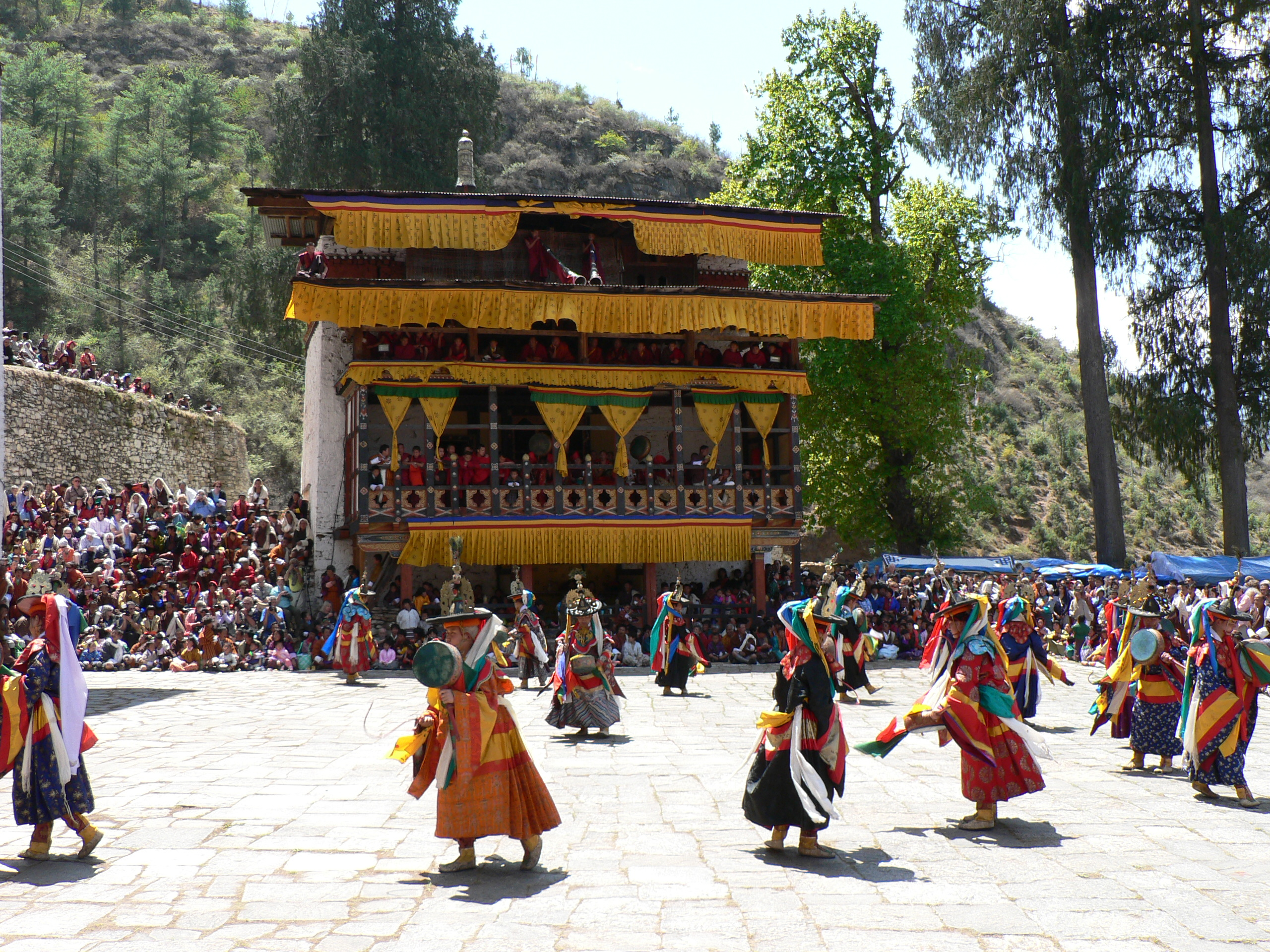
Танець «Чорних Капелюхів» з барабанами, Паро-Цечу

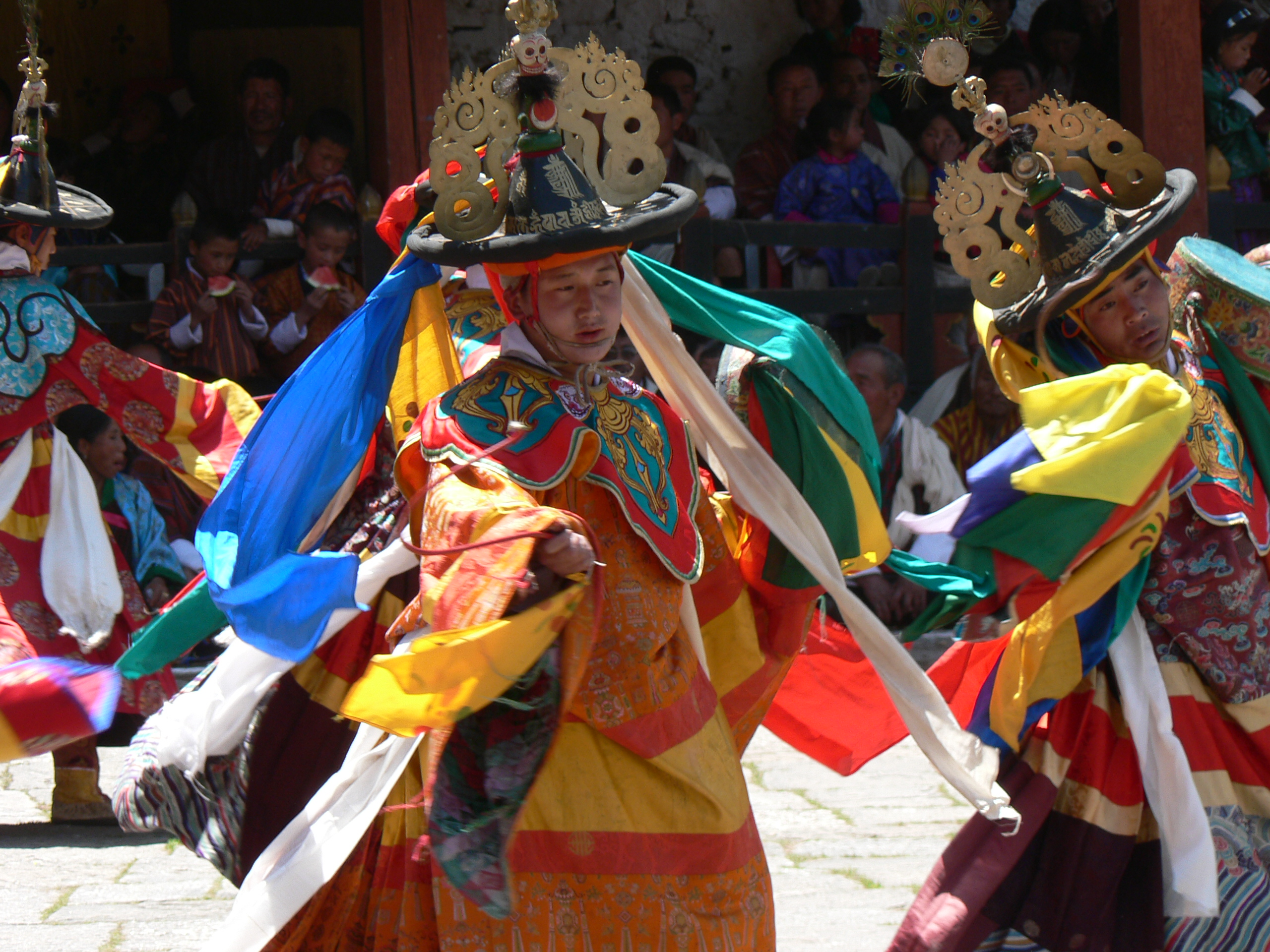
Танець «Чорних Капелюхів» з барабанами, Паро-Цечу

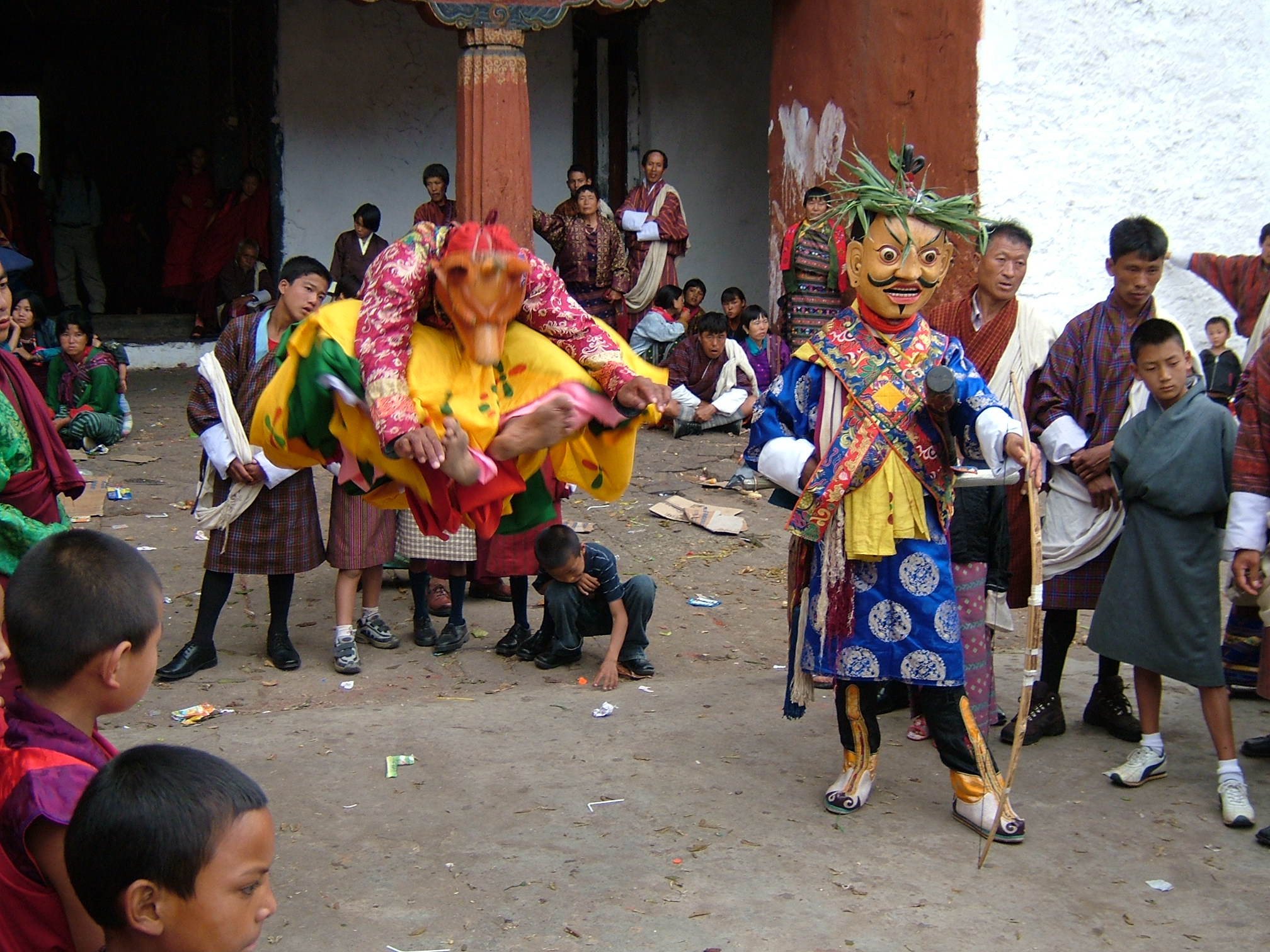
Танцівники у масках на Пходранг-Цечу.

Цечу (букв. «десятий день», англ. Tsechu) — щорічні релігійні фестивалі в Тибеті, Бутані, Непалі, які проходять у кожному районі або дзонгхагу країни, як правило, в десятий день місяця тибетського місячного календаря. Місяць залежить від місця проведення фестивалю. Багато Цечу проводять наприкінці вересня — жовтні після збору врожаю. Свята тривають протягом трьох-п'яти днів і насичені різноманітними танцями і уявленнями, які не змінюються протягом багатьох століть.
Цечу в Бутані є великим релігійним святом в буддизмі школи Друкпа Каг'ю, а також у розповсюдженій у Бутані школі Ньїнґма. Фестивалі Тхімпху-Цечу і Паро-Цечу вважаються найпопулярнішими і найбільшими за кількістю учасників і глядачів. Цечу — це також великі суспільні заходи, які виконують функції соціального зв'язку між жителями віддалених і розкиданих сіл. У районі фестивалю збираються ярмарки.

## Традиції Цечу
Всі люди вбрані в хитромудрі костюми з традиційними прикрасами. Центром Цечу є священні танці Цам, які заборонені в сусідньому Тибеті. Ці костюмовані танці розповідають про життя вчителя школи Ньїнґма Падмасамбхави та інших святих.
Під час більшості Цечу розгортають тондрел (або танка) — величезний гобелен із зображенням Гуру Рінпоче в його восьми маніфестаціях. Священний тондрел розгортають перед світанком і згортають до ранку.

## Історія Цечу
Гуру Рінпоче відвідав Тибет і Бутан у VIII і IX століттях. Для навернення противників буддизму він виконував обряди, читаючи мантри, і в кінці виконував танець, щоб підпорядкувати місцевих духів і богів. Він побував у Бутані, щоб допомогти вмираючому царю Сінду Раджі. Для того щоб вилікувати царя, Гуру Рінпоче станцював кілька таких танців в долині Бумтанг. Вдячний цар став сприяти поширенню буддизму в Бутані. Гуру Рінпоче організував перший Цечу в Бумтангу, показавши свої вісім проявів у вигляді восьми форм танцю. Після цього Цам став сприйматися як демонстрація форм Падмасамбхави.

## Цечу в кіно
Бутанський фільм «Маги і мандрівники» розповідає про групу мандрівників, більшість з яких прямують на Тхімпху-Цечу.

## Найбільші Цечу в Бутані
Цечу проводяться в монастирях, зазвичай раз на рік (але іноді і раз на два роки або раз на кілька років), за розкладом, який можна дізнатися також на сторінках безлічі бутанських туристичних агентств. Дати щороку трохи зміщуються згідно з тибетським календарем. Тибетські місяці відлічуються від свята Лосар, яке відбувається приблизно в лютому. Іноді весняні свята відзначаються восени і навпаки.
- Пунакха-Дромче — в дзонгу Пунакха, 4 дні приблизно в кінці лютого.
- Пунакха-Цечу — в дзонгу Пунакха, 3 дні після Пунакха-Дромче.
- Чортен-Кора-Цечу — у Кора-чортені на повний місяць першого місяця і молодий місяць початку другого місяця
- Тарпалінг-Тондрол і Буллі Мані (4 дні на повний місяць першого місяця), Чуммей, Бумтанг (Тарпалінг-гомпа и Булі-лакханг)
- Тангсібі-Мані в Ура, Бумтанг 3 дні приблизно у той же час
- Гаден-Чогпа — в кінці 1 місяця, в Ура, Бумтанг
- Гом-Кора (Трашіганг) в 2-му місяці
- Паро-Цечу (Рінпунг-дзонг, Паро) в 2-му місяці
- Чукха-Цечу (Чукха) в 2-му місяці
- Домкхар-Цечу в 3-му місяці в палаці Домкхар Ташічолінг, Чуммей, Бумтанг
- Падсей-Лінг Кучод в 4-му місяці, Чокхор, Бумтанг
- Німагунг-Цечу в 5-му місяці в Чуммей, Бумтанг
- Курджей-Цечу в 5-му місяці в Курджей-лакханг, Бумтанг
- Тхімпху-Друпчен у 8-му місяці (приблизно вересень) в дзонгу Ташічо в Тхімпху, 4 дні
- Тхімпху-Цечу відразу ж після Тхімпху-Друпчен в дзонгу Ташічо в Тхімпху
- Гаса-Цечу проводиться в той же час, що і Тхімпху-Цечу, в дзонгу Гаса, але перший день проводиться в Пху-лакхангу (англ. Phu Lhakhang, початкове місце фестивалю)[2].
- Вангді-Цечу приблизно після Тхімпху-Друпчен в дзонгу Вангді-Пходранг
- Тамшінгпала-Чопа приблизно водночас, Тамшінг-гомпа , Бумтанг
- Тангбі-Мані в Тангбі-лакхангу, Бумтанг відразу ж після Тамшінгпала-Чопа, 3 дні
- Шінгкар-Рабней в 9-му місяці в Ура, Бумтанг, 5 днів
- Джакар-Цечу приблизно в той же час, в Джакарі, Бумтанг, 3 дні
- Джамбей-Лакханг-Друп на три дні пізніше в Джамбей-лакхангу, Бумтанг, 5 днів
- Пракхар-Дурчо приблизно в той же час в Чуммей, Бумтанг, 3 дні
- Сумдранг-Кангсол в Ура, Бумтанг через тиждень, 5 днів
- Свято журавлів з чорними головами, Гангтей-гомпа, в 10 місяці, приблизно в листопаді
- Монгар-Цечу в дзонгу міста Монгар, на один день пізніше, 4 дні
- Пемагацел-Цечу в дзонгу міста Пемагацел, в той же час, 4 дні
- Трашіганг-Цечу в дзонгу міста Трашіганг, приблизно в той же час, 4 дні
- Танг-Намкха-Рабней в Тангу, Бумтанг, 2 дні в той же час
- Чоджам-Рабней в Тангу, Бумтанг, 5 днів, на 4 дні пізніше
- Джамбей-Лакханг-Сінг-Чам в Джамбей-лакхангу, Бумтанг, в той же час
- Налакхар-Цечу в Джей, Бумтанг, в той же час, 3 дні
- Тонгса-Цечу в дзонгу Тонгса, в той же час, 3 дні
- Лхунце-Цечу в дзонгу Лхунце, в 11-му місяці (приблизно в грудні), 3 дні
- Шінгкар-Методочпа в Ура, Бумтанг в 11-му місяці (приблизно через тиждень)
- Набжі-Лхаканг-Друпа в Набжі-лхакангу, Тронгса, в той же час, три дні